# Eutetrapha stigmosa
Eutetrapha stigmosa är en skalbaggsart som beskrevs av Pu och Jin 1991. Eutetrapha stigmosa ingår i släktet Eutetrapha och familjen långhorningar. Inga underarter finns listade i Catalogue of Life.